# نهر كوين - كوينزلاند

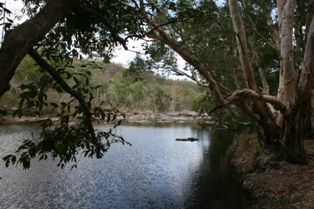
نهر كوين
نهر كوين بالإنجليزية (Coen River): هو نهر يقع في شبه جزيرة كيب يورك Cape York بكوينزلاند, أستراليا, سُمي بهذا الاسم تكريماً لجان بيترسزون كوينJan Pieterszoon Coen تكريماً له وقد كان حاكم جزر الهند الشرقية الهولندية, نهر كوين هو أحد أفره نهر آرتشر.
المصدر: مترجم Coen River